# Saint-Paul-de-Varces
Saint-Paul-de-Varces ist eine französische Gemeinde mit 2212 Einwohnern (Stand 1. Januar 2022) im Département Isère in der Region Auvergne-Rhône-Alpes. Sie gehört zum Gemeindeverband Grenoble-Alpes-Métropole.

## Geographie
Saint-Paul-de-Varces liegt im Osten Frankreichs im Vercorsmassiv, 99 Kilometer südöstlich von Lyon und 15 Kilometer südwestlich von Grenoble. Das Gemeindegebiet liegt im Regionalen Naturpark Vercors.
Nachbargemeinden von Saint-Paul-de-Varces sind Lans-en-Vercors im Nordwesten, Varces-Allières-et-Risset im Nordosten, Vif im Südosten und Villard-de-Lans im Westen. Das Gemeindegebiet umfasst 1969 Hektar, die mittlere Höhe beträgt 1170 Meter über dem Meeresspiegel, die Mairie steht auf einer Höhe von 401 Metern.
Saint-Paul-de-Varces ist einer Klimazone des Typs Cfb (nach Köppen und Geiger) zugeordnet: Warmgemäßigtes Regenklima (C), vollfeucht (f), wärmster Monat unter 22 °C, mindestens vier Monate über 10 °C (b). Es herrscht Seeklima mit gemäßigtem Sommer.

## Geschichte
Das Gemeindegebiet war von der Kupfersteinzeit (4300 v. Chr. bis 2200 v. Chr.) bis zur Frühgeschichte kontinuierlich besiedelt. Bei Ausgrabungen fand man eine Nekropole aus der Bronzezeit (3. Jahrtausend v. Chr. bis 1. Jahrtausend v. Chr.).
Während der Französischen Revolution war die Gemeinde in Ancoin und Paul-d’Ancoin umbenannt worden. Schon 1793 wurde es jedoch wieder Saint Paul de Varces genannt und bekam 1801 als Saint-Paul-de-Varces das Recht auf kommunale Selbstverwaltung.
Die heutige Kirche Saint-Paul wurde um 1840 erbaut. Auf dem Platz, auf dem die ursprüngliche Kirche gestanden hatte, die durch einen Bergsturz zerstört worden war. Die alte Kirche hatte zum Templerorden gehört. Auf einer Wandfläche ist noch ein Fenster mit Spitzbogen von der alten Kirche erhalten.

## Bevölkerung
| Jahr                       | 1962 | 1968 | 1975 | 1982 | 1990 | 1999 | 2006 | 2017 |
| -------------------------- | ---- | ---- | ---- | ---- | ---- | ---- | ---- | ---- |
| Einwohner                  | 419  | 456  | 581  | 941  | 1530 | 1845 | 2095 | 2173 |
| Quellen: Cassini und INSEE |      |      |      |      |      |      |      |      |

Die niedrigste Einwohnerzahl hatte Saint-Paul-de-Varces 1936, danach stieg die Einwohnerzahl kontinuierlich bis 1975 und danach sprunghaft an.

## Sehenswürdigkeiten
In der Kirche Saint-Paul befindet sich ein Beichtstuhl, der 1747 gebaut wurde. Er wurde 1942 als Monument historique (historisches Denkmal) klassifiziert.

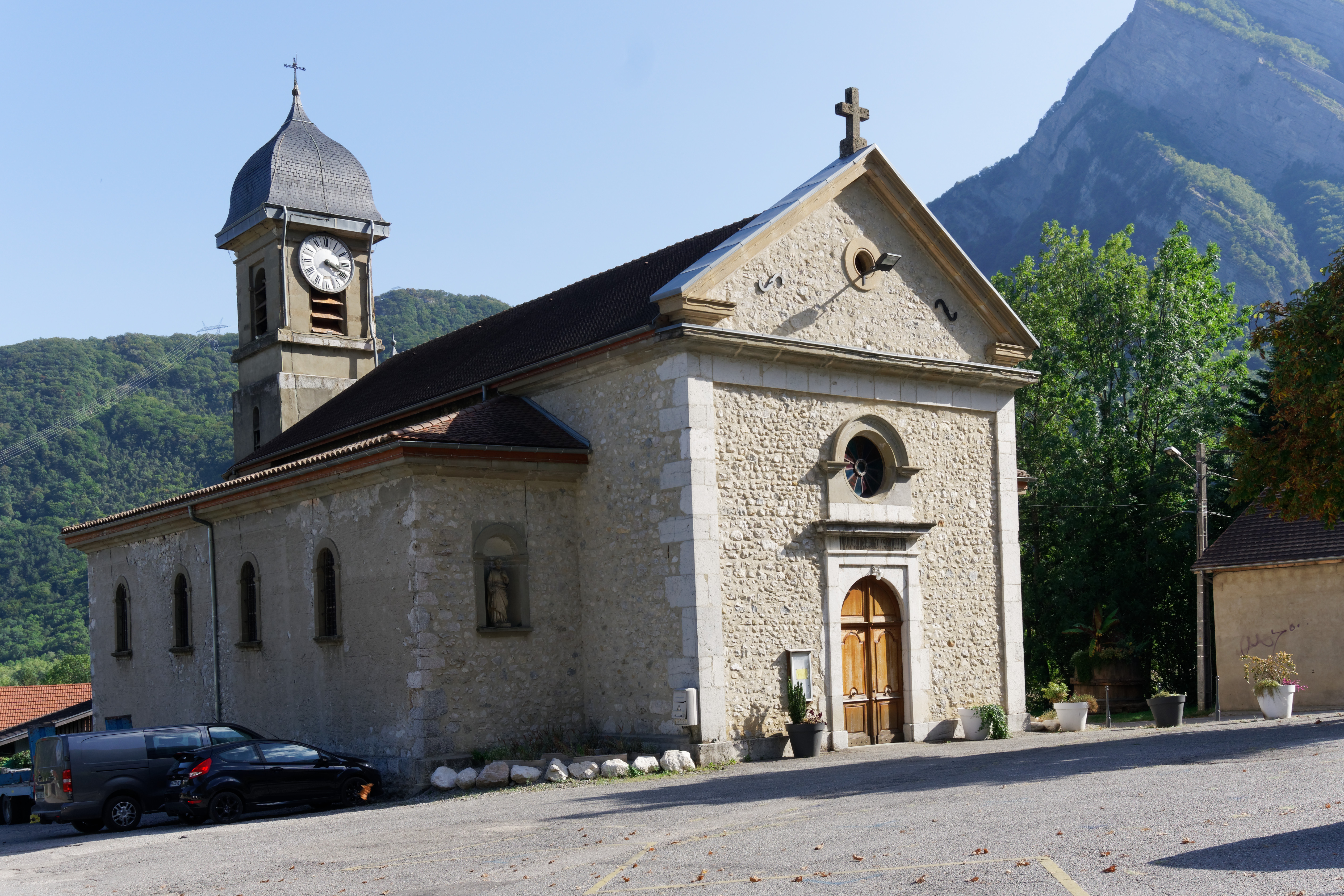
Kirche Saint-Paul

## Wirtschaft
Wichtige Erwerbszweige der Saint-Pagnards sind Ackerbau und die Zucht von Hausrindern. Auf dem Gemeindegebiet gelten geschützte geographische Angaben (IGP) für Emmentaler (Emmental français Est-Central) und Weiß-, Rosé- sowie Rotwein mit der Bezeichnung (Isère oder Comtés Rhodaniens).